# Allison Schroeder
Allison Schroeder é uma roteirista estadunidense. Foi indicada ao Oscar de melhor roteiro adaptado na edição de 2017 pela produção cinematográfica homônima baseada no livro Hidden Figures, ao lado de Theodore Melfi.

## Filmografia
- The Victoria's Secret Fashion Show
- Pineapple Express
- Smallville
- Jay and Seth versus the Apocalypse
- Hidden Figures
- Mean Girls 2
- Frozen 2